# Gerda Björne
Gerda Elsa Angelika Björne, född Lindblom den 29 september 1891 i By församling, Värmland, död den 12 juni 1979 i Kungsholms församling i Stockholm, var en svensk skådespelare.
Björne filmdebuterade 1917 i Revelj och hon kom att medverka i drygt 20 filmproduktioner.
Gerda Björne var dotter till handlande Anders Gustaf Lindblom och Olivia Gertrud Kreutzer i Göteborg. Hon var från 1918 gift med skådespelaren Hugo Björne. Hon var mor till filmfotografen Lars Björne och farmor till skådespelarna Anders Björne och Mia Mountain. Gerda Björne är begravd på S:t Jörgens kyrkogård i Varberg.

## Filmografi
- 1917 – Revelj
- 1923 – Närkingarna
- 1924 – Grevarna på Svansta
- 1934 – Anderssonskans Kalle
- 1936 – Spöket på Bragehus
- 1936 – Stackars miljonärer
- 1937 – Bergslagsfolk
- 1937 – Häxnatten
- 1938 – Sockerskrinet
- 1939 – Hennes lilla Majestät
- 1939 – Frun tillhanda
- 1939 – Följ med till M.F.A.
- 1940 – Man och kvinna
- 1940 – Familjen Björck
- 1941 – Första divisionen
- 1941 – Soliga Solberg
- 1943 – I dag gifter sig min man
- 1944 – Den heliga lögnen
- 1944 – Narkos
- 1944 – Klockan på Rönneberga
- 1944 – Hemsöborna
- 1946 – Bröder emellan
- 1957 – Gårdarna runt sjön

## Teater

### Roller (ej komplett)
| År   | Roll                   | Produktion                                                    | Regi                     | Teater                     |
| ---- | ---------------------- | ------------------------------------------------------------- | ------------------------ | -------------------------- |
| 1915 | Louise                 | Äventyret Gaston Arman de Caillavet och Robert de Flers       | Karl Hedberg             | Dramaten                   |
| 1916 | Styvmodern             | De tre apotekarna Algot Ruhe                                  | Bror Öbergson            | Blancheteatern             |
| 1923 |                        | En herre i frack André Picard                                 | Nils Johannisson         | Svenska teatern, Stockholm |
| 1923 | Mamsell Ulrika Dillner | Gösta Berlings saga Selma Lagerlöf                            | Gunnar Klintberg         | Svenska teatern, Stockholm |
| 1924 | Margareta Leijonhufvud | Gustav Vasa August Strindberg                                 | Gunnar Klintberg         | Svenska teatern, Stockholm |
| 1924 |                        | Pärlhalsbandet Lothar Schmidt                                 | Gunnar Klintberg         | Svenska teatern, Stockholm |
| 1925 | Julie                  | Herrn som kommer klockan 5 Maurice Hennequin och Pierre Veber | Knut Nyblom Albert Ranft | Svenska teatern, Stockholm |
| 1925 | Anna                   | Brinnande jord François de Curel                              | Gunnar Klintberg         | Vasateatern                |
| 1928 | Bera                   | Alexander den Store Gustav Esmann                             |                          | Oscarsteatern              |
| 1930 | Miss Snell             | Mordet i andra våningen Frank Vosper                          | John W. Brunius          | Oscarsteatern              |
| 1934 | Miss Willesden         | London City John van Druten                                   | Gunnar Olsson            | Vasateatern                |

### Fotnoter
1. 1 2 3  ”Gerda Björne”. Svensk Filmdatabas. http://sfi.se/sv/svensk-filmdatabas/Item/?type=PERSON&itemid=58476&ref=%2ftemplates%2fSwedishFilmSearchResult.aspx%3fid%3d1225%26epslanguage%3dsv%26searchword%3dGerda+Bj%C3%B6rne%26type%3dPerson%26match%3dBegin%26page%3d1%26prom%3dFalse. Läst 15 oktober 2012.
2. ↑  Sveriges befolkning 1900, CD-ROM, Version 1.02, Sveriges Släktforskarförbund/SVAR (2006).
3. ↑  SvenskaGravar
4. ↑  Bo Bergman (29 september 1916). ”Teater, Konst, Litteratur”. Dagens Nyheter:  s. 8. http://arkivet.dn.se/arkivet/tidning/1916-09-29/264/8. Läst 11 februari 2016.
5. ↑  ”Teater och Musik”. Dagens Nyheter:  s. 10. 23 september 1923. http://arkivet.dn.se/arkivet/tidning/1923-09-23/258/10. Läst 26 juli 2015.
6. ↑  ”Gösta Berlings saga”. Musikverket. https://calmview.musikverk.se/CalmView/Record.aspx?src=CalmView.Performance&id=P14102&pos=188. Läst 23 mars 2024.
7. ↑  ”Gustav Vasa”. Musikverket. https://calmview.musikverk.se/CalmView/Record.aspx?src=CalmView.Performance&id=P14088&pos=185. Läst 23 mars 2024.
8. ↑  ”Teater, konst, litteratur”. Dagens Nyheter:  s. 9. 13 maj 1924. http://arkivet.dn.se/arkivet/tidning/1924-05-13/130/9. Läst 27 juli 2015.
9. ↑  ”Teater och Musik”. Dagens Nyheter:  s. 7. 30 april 1925. http://arkivet.dn.se/tidning/1925-04-30/115/7. Läst 19 februari 2017.
10. ↑  ”Brinnande jord”. Musikverket. http://calmview.musikverk.se/CalmView/Record.aspx?src=CalmView.Performance&id=PERF22439&pos=317. Läst 11 juli 2015.
11. ↑  Bo Bergman (9 november 1930). ”'Mordet i andra våningen' på Oscars”. Dagens Nyheter:  s. 15. http://arkivet.dn.se/tidning/1930-11-09/305/15. Läst 4 mars 2017.
12. ↑  ”London City”. Musikverket. http://calmview.musikverk.se/CalmView/Record.aspx?src=CalmView.Performance&id=PERF14555&pos=367. Läst 14 juli 2015.